# شاين دولار
شاين دولار (بالإنجليزية: Shane Dollar)‏ هو رابر أمريكي، ولد في 30 يونيو 1980 في سوفولك في الولايات المتحدة.